# Mittelstandsbarometer
Das Mittelstandsbarometer ist eine repräsentative Umfrage, die seit 2008 durchgeführt wird und einen Einblick in die Meinung der Bevölkerung über den Mittelstand in Österreich gibt.

## Allgemeines
Das Mittelstandsbarometer ist eine repräsentative Umfrage, die seit 2008 vom Unternehmer Wolfgang Lusak initiiert und vom österreichischen Marktforschungsinstitut Gallup durchgeführt wird. Ziel der Studie ist es, die Stimmungen, Meinungen und Trends bezüglich des Mittelstandes in Österreichs zu erfassen und dabei die interessenpolitische Durchsetzungskraft des Mittelstands zu analysieren. Das Barometer bietet einen Einblick in die wirtschaftliche Lage und die Herausforderungen mittelständischer Unternehmen.

## Geschichte
Das Mittelstandsbarometer wurde erstmals im Jahr 2008 eingeführt, um spezifische Daten über den mittelständischen Sektor zu sammeln. Parallel zur Repräsentativ-Umfrage wurden aus Vergleichsgründen und mittels direkter Online-Befragung die Eigner von Mittelstandsbetrieben mit den gleichen Fragen befragt. Seitdem hat sich die Umfrage als eine wichtige Informationsquelle für Wirtschaftsanalysten, Politiker, Medien und Unternehmer etabliert. Über die Jahre hinweg hat das Barometer wesentliche Veränderungen in der Wirtschaftslandschaft dokumentiert und ist zu einem bedeutenden Instrument für die Grundlagen, Planung und Entscheidungsfindung der Wirtschaftspolitik Österreichs geworden.

## Methode
Die Erhebung des Mittelstandsbarometers basierte zu Beginn auf der Methode des „Gallup Omnibus“, also persönlichen Interviews in den Haushalten (Stichprobe Random Sampling n= 1000), seit 2020 auf der vergleichbaren Methode des Computer Assisted Web Interview (CAWI) im Gallup-eigenen Onlinepanel (auch n= 1000) und ist repräsentativ für die österreichische Bevölkerung ab 14 Jahren. Die Auswahl der Teilnehmer erfolgt zufällig, um eine breite und objektive Sichtweise auf den Mittelstand zu gewährleisten. Die Umfrage wird unter Anwendung aller üblichen Kontrollen umgesetzt. Der Untersuchungszeitraum beträgt maximal vier Wochen. Die gesammelten Daten werden anschließend statistisch ausgewertet, um Einstellungen, Muster und Trends zu identifizieren und auch die Stellung des Mittelstandes sowie der Wertegemeinschaft Mittelstand zu dokumentieren.

## Inhalte
Die Ergebnisse des Mittelstandsbarometers werden seit 2008 veröffentlicht und umfassen folgende Schwerpunkte:
1. Lobbying und Assoziationen
2. Zuordnung wirtschaftspolitischer Gruppen und Organisationen
3. Wirtschaftliche Bedeutung in Krisenzeiten
4. Relevante Themen für Mittelstand und Lobbying
5. Zugehörigkeit zur „Wertegemeinschaft Mittelstand“
6. Ranking der Mittelstandsorganisationen
7. Ranking der Nationalrats-Parteien für den Mittelstand